# McKinney (Texas)

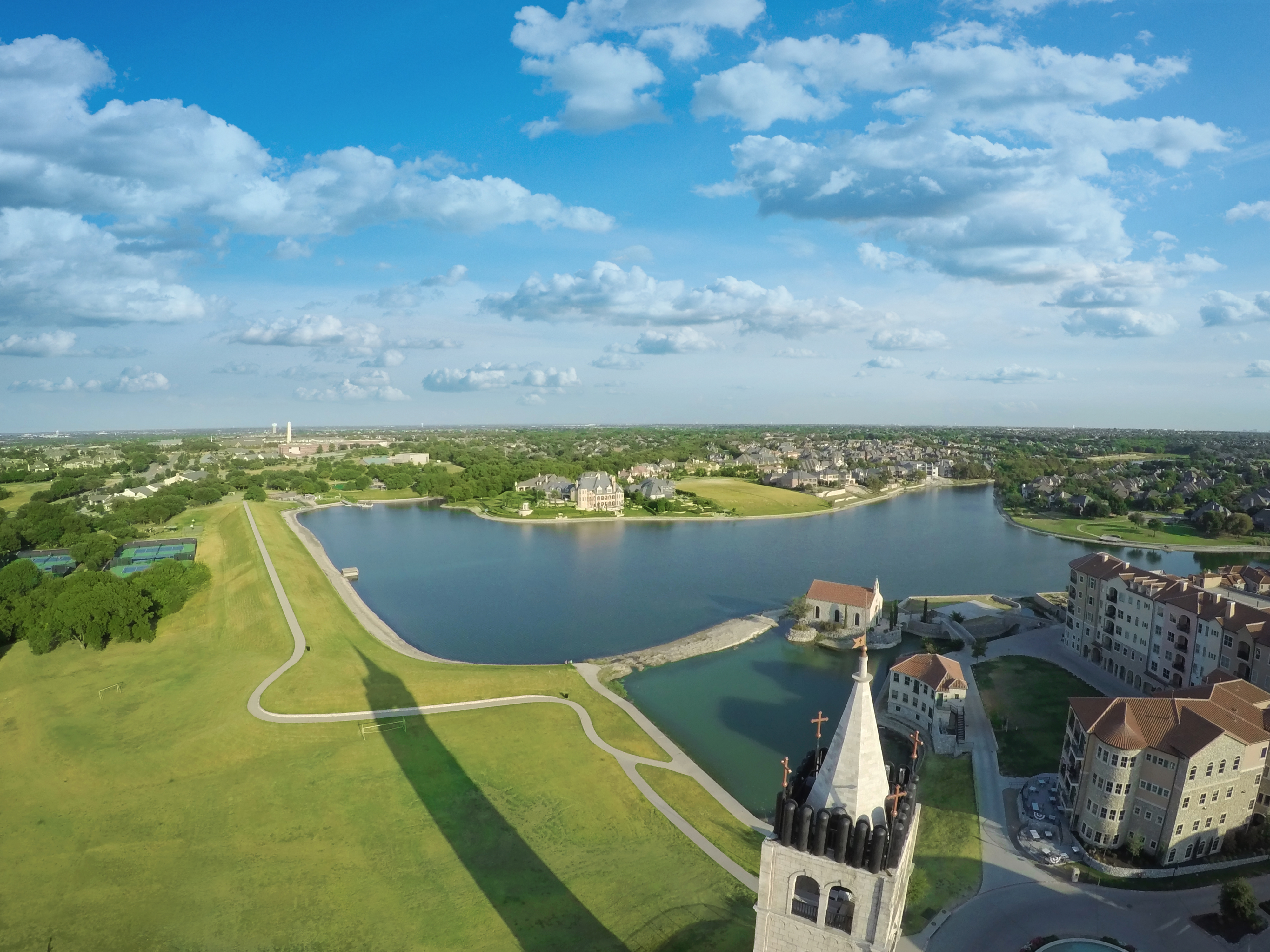
Vista aérea del complejo Adriatica Village

McKinney es una ciudad ubicada en el condado de Collin, Texas, Estados Unidos. Tiene una población estimada, a mediados de 2021, de 202 960 habitantes.
Es un suburbio del Dallas-Fort Worth Metroplex, ubicado a 51 km al norte de Dallas.
Es la sede del condado.

## Geografía
La ciudad está ubicada en las coordenadas 33°12′4″N 96°39′51″O / 33.20111, -96.66417 (33.201125, -96.664161). Según la Oficina del Censo de los Estados Unidos, tiene una superficie total de 175.35 km², de la cual 173.43 km² corresponden a tierra firme y 1.91 km² son agua.

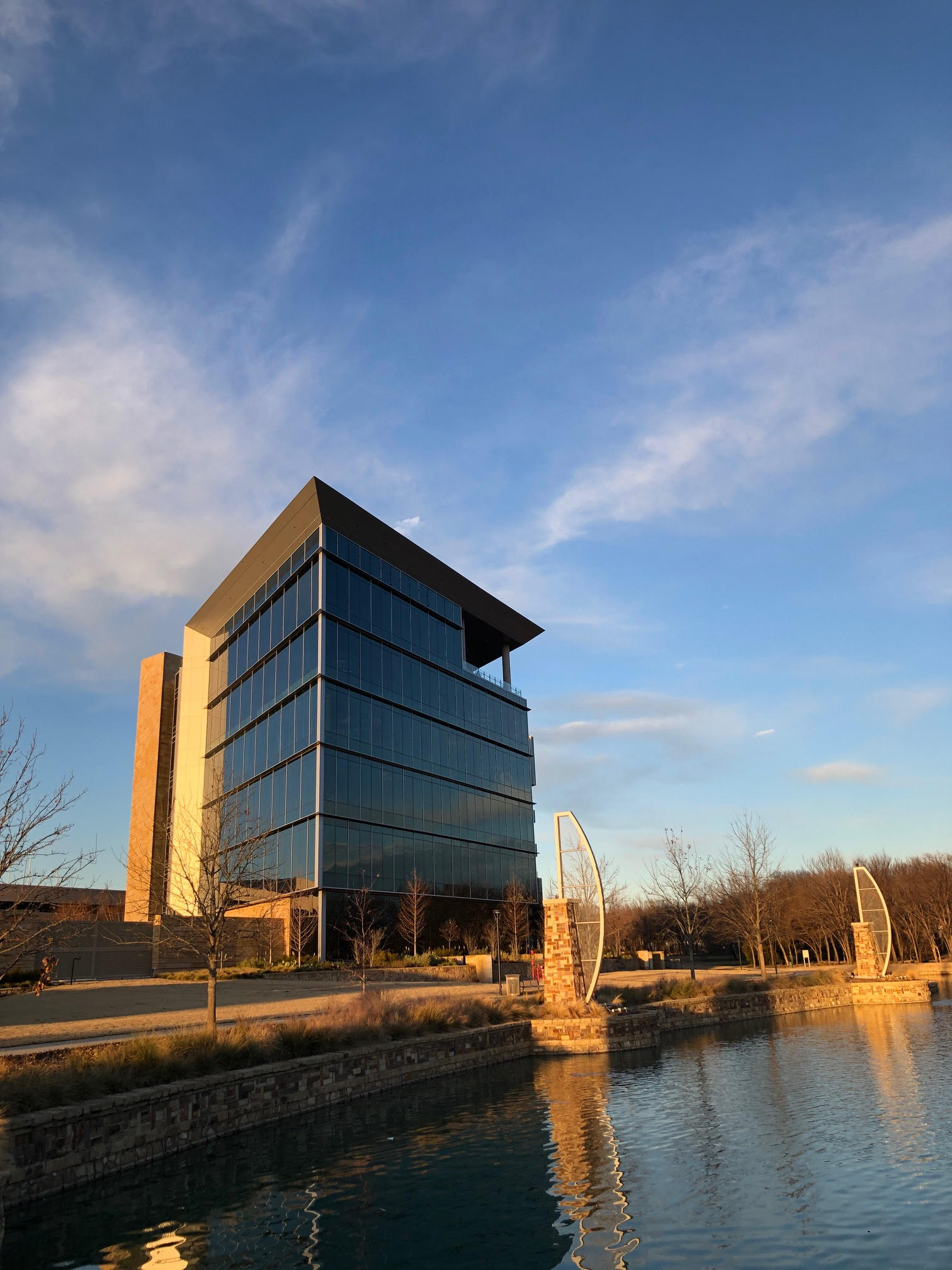
Edificio de Independent Financial en Henneman Way

## Demografía

### Censo de 2020
Según el censo de 2020, en ese momento la ciudad tenía 195 308 habitantes. La densidad de población era de 1126,15 hab./km².
| Raza                   | Núm.    | Porc. |
| ---------------------- | ------- | ----- |
| Blancos                | 109 815 | 56.2% |
| Afroamericanos         | 25 355  | 13.0% |
| Asiáticos              | 24 053  | 12.3% |
| Amerindios             | 1367    | 0.7%  |
| Isleños del Pacífico   | 170     | 0.1%  |
| De otras razas         | 10 943  | 5.6%  |
| De una mezcla de razas | 23 605  | 12.1% |
| Total                  | 195 308 | 100%  |

Del total de la población, el 17.1% eran hispanos o latinos de cualquier raza.

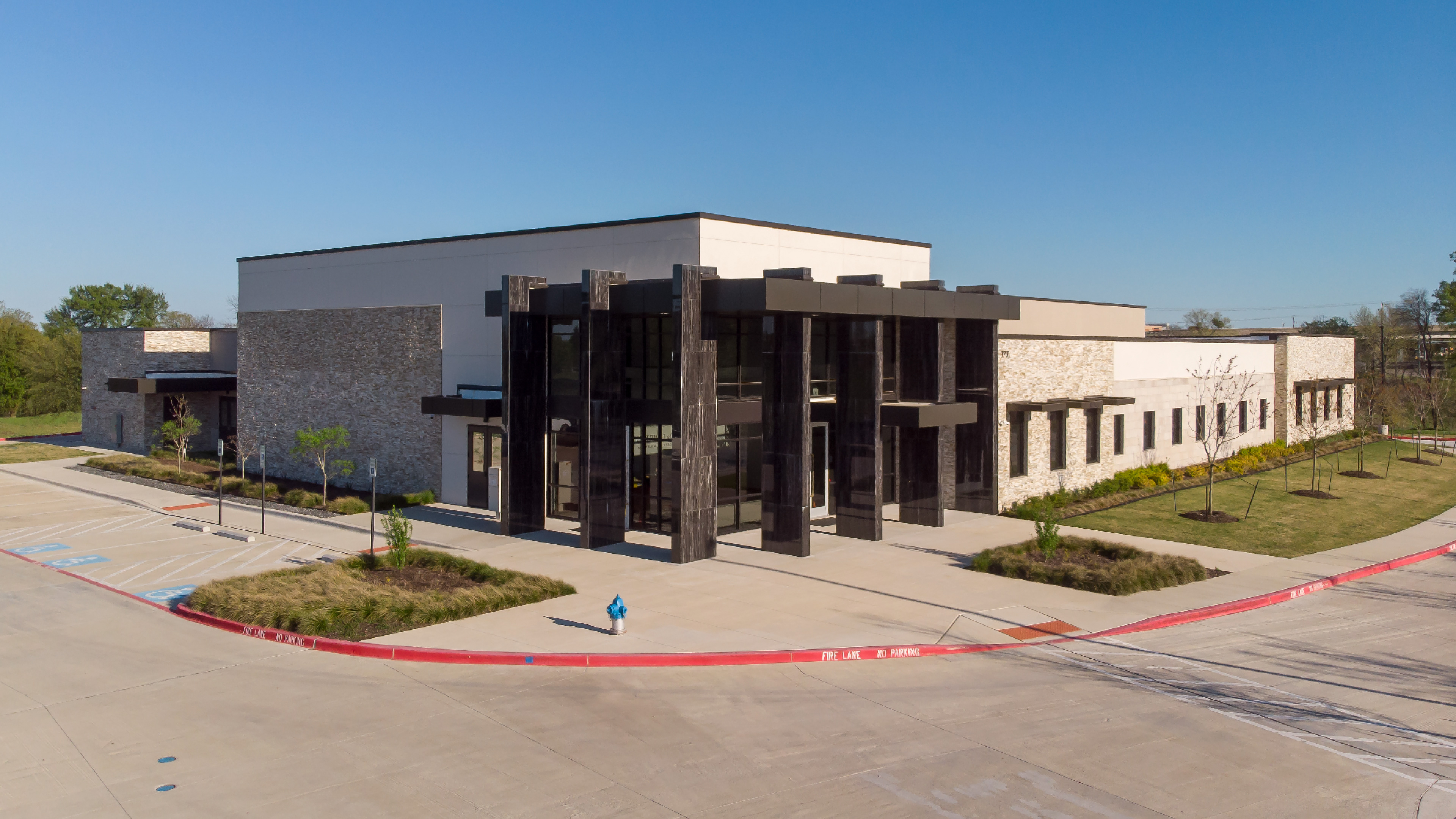
Sede mundial de la Church of God

### Censo de 2010
Según el censo de 2010, en ese momento había 131 117 personas residiendo en McKinney. La densidad de población era de 805.09 hab./km². El 74.81% de los habitantes eran blancos, el 10.49% eran afroamericanos, el 0.71% eran amerindios, el 4.06% eran asiáticos, el 0.07% eran isleños del Pacífico, el 6.75% eran de otras razas y el 3.11% eran de una mezcla de razas. Del total de la población, el 18.61% eran hispanos o latinos de cualquier raza.